# Olten
Olten este un oraș din cantonul Solothurn din Elveția și capitala districtului omonim.
Pe calea ferată, Gara Olten se găsește la o distanță de mers de circa 30 minutes de gările orașelor Zürich, Berna, Basel și Lucerna, ceea ce o face să fie un important nod de cale ferată Elveției.

## Istoric

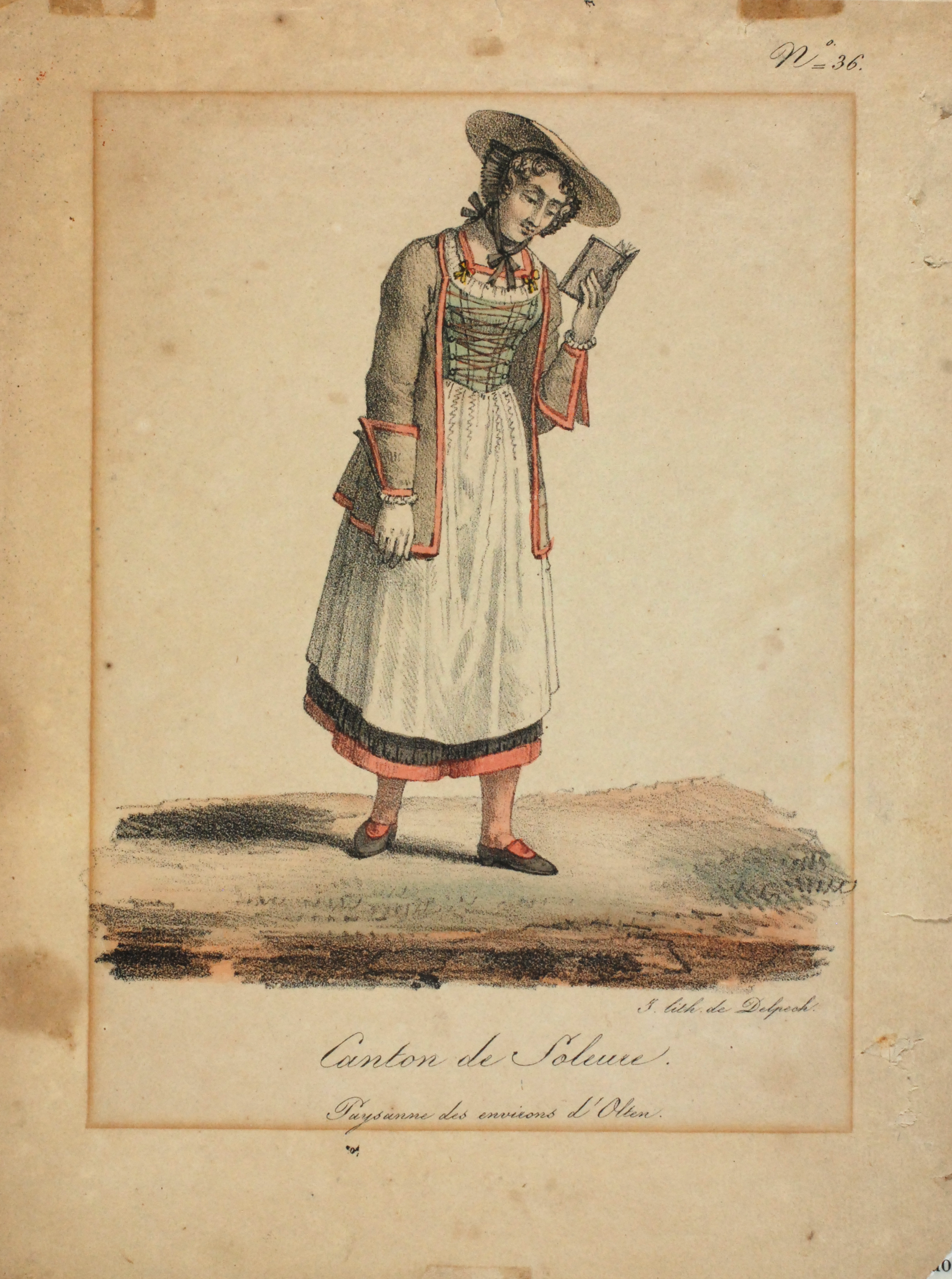
Țărancă din Olten
în costum tradițional (circa 1800).

Numeroase artefacte din perioada magdaleniană (circa 16.000 până la 14.000 de anii în urmă) au fost descoperite în apropierea Olten-ului.  Descoperiri din mezolitic și neolitic au fost de asemenea descoperite, dar nici un fel de urme a vreunei așezări din nici una din acele două perioade nu au fost detectate.  Descoperiri din epocile de bronz și de fier sunt limitate.

## Geografie

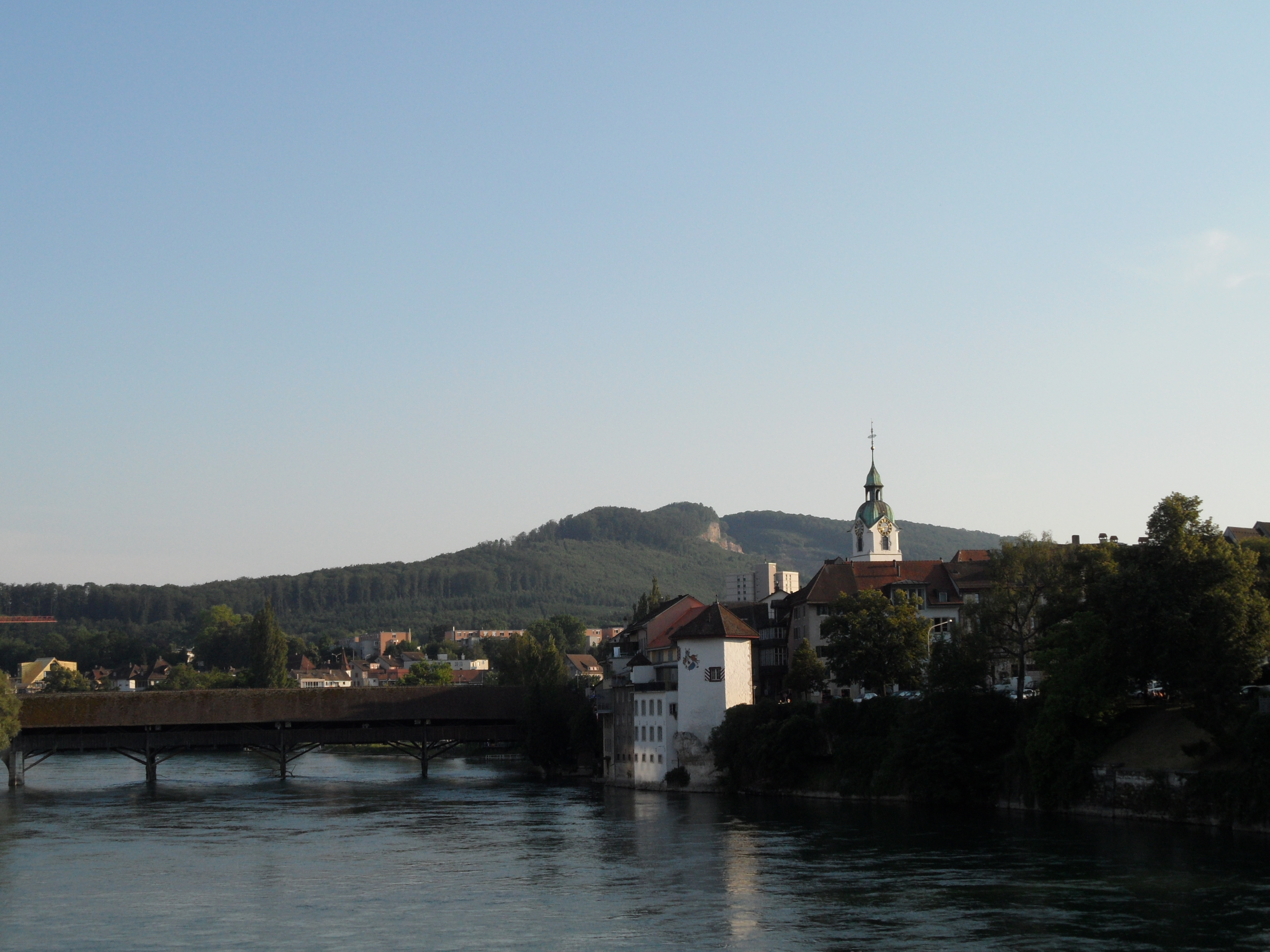
Râul Aare în orașul vechi Olten

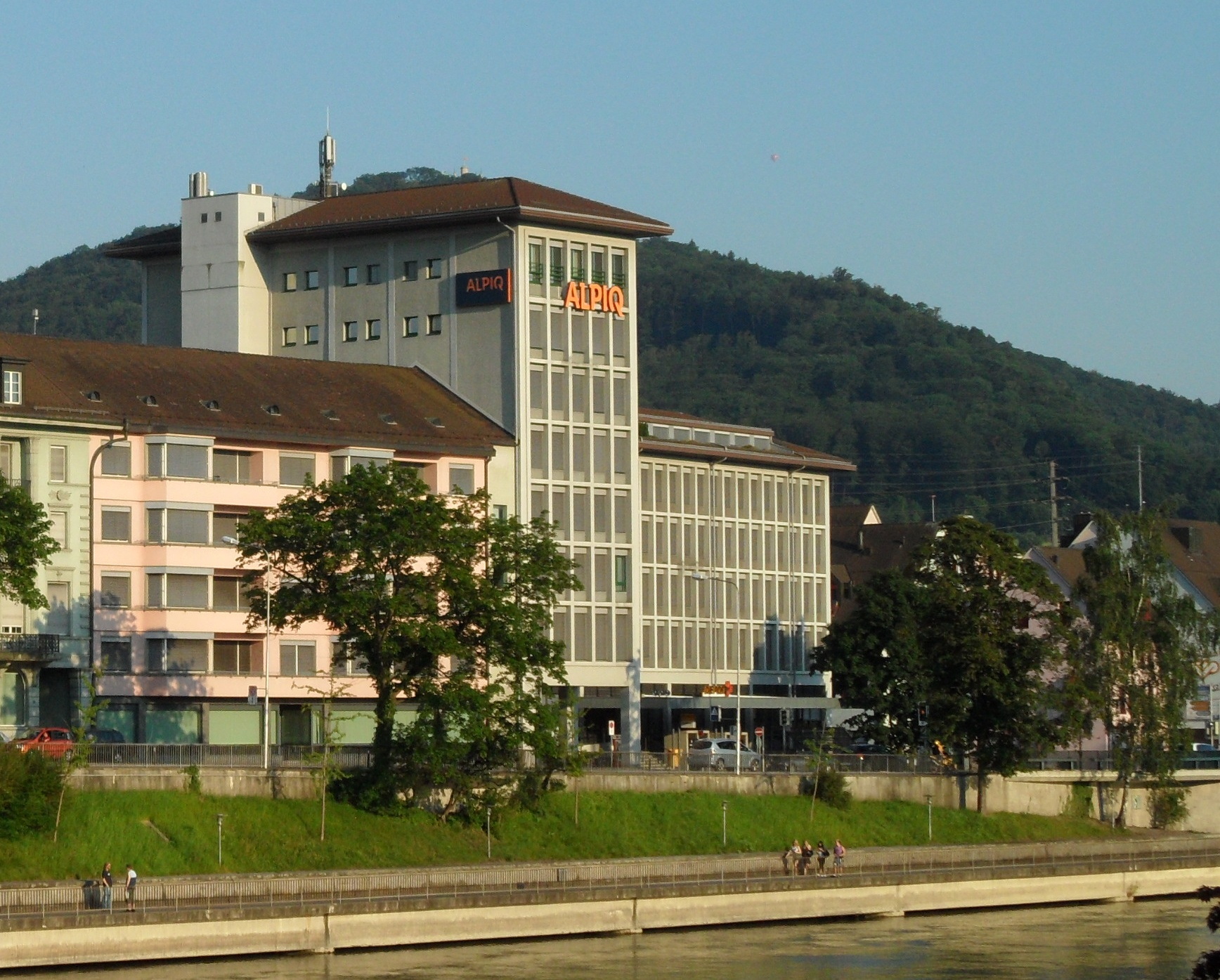
Clădirea Alpiq din Olten

Olten acoperă o suprafață de 11,49 km 2.  Din aceasta, circa 1,46 km2, sau 12.7%, sunt utilizați pentru agricultură, în timp ce 4,81 km2 sunt acoperiți de pădure.  Din restul suprafeței, 4,65 km2 (ori 40.5%) este locuibit, constând din clădiri și drumuri, iar 0.53 km2 (sau 4.6%) reprezintă apă.

## Blazonul localității
Blazonul de pe stemă este.

## Demografie
Popolația și variația sa demografică istorică este dată în următorul grafic 

## Imagini

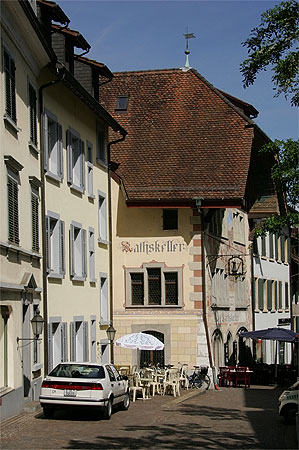
Vechiul oraș
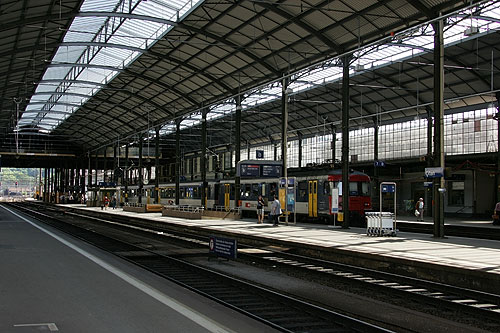
Gara localității
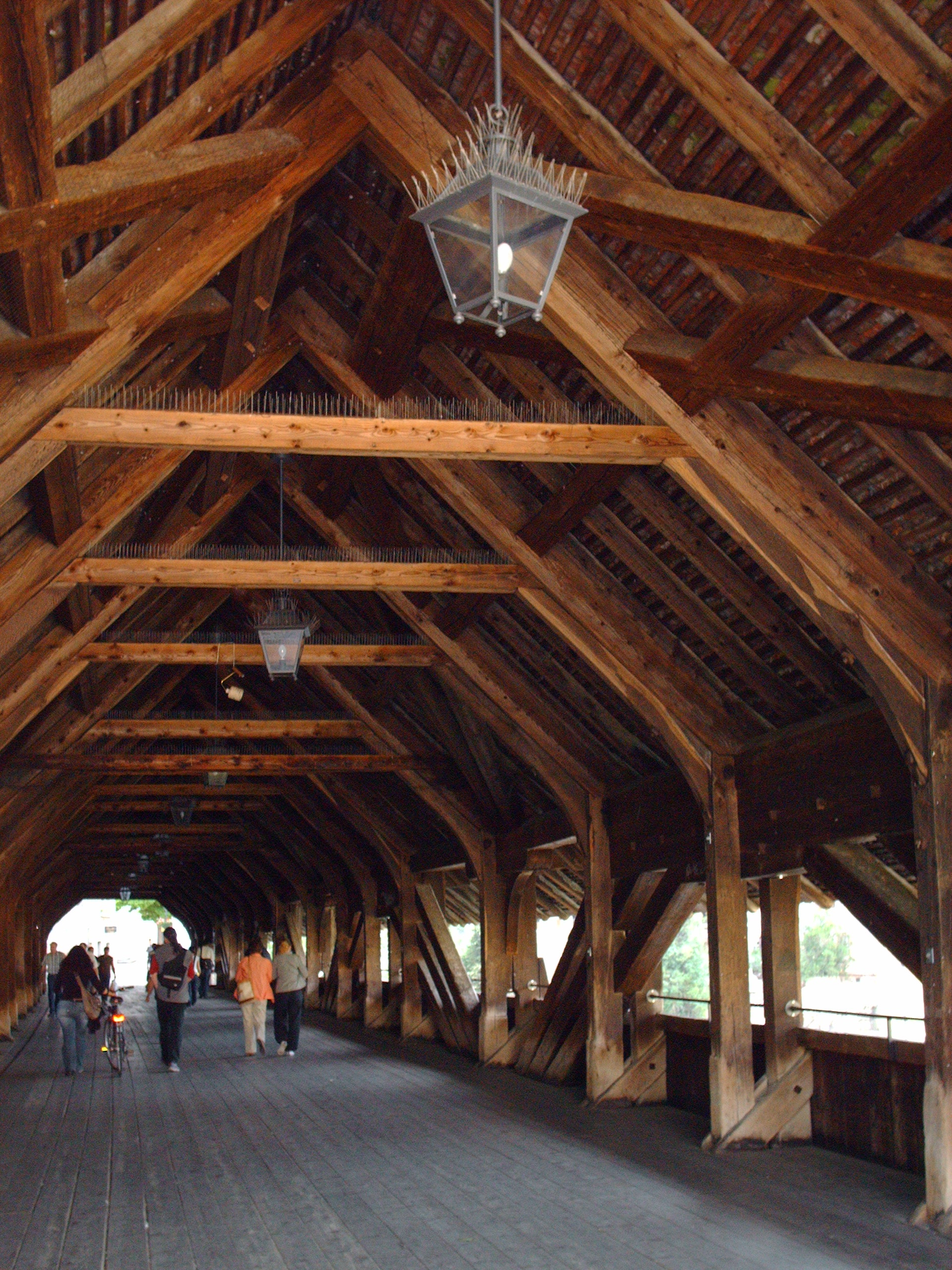
Podul de lemn acoperit peste Aare
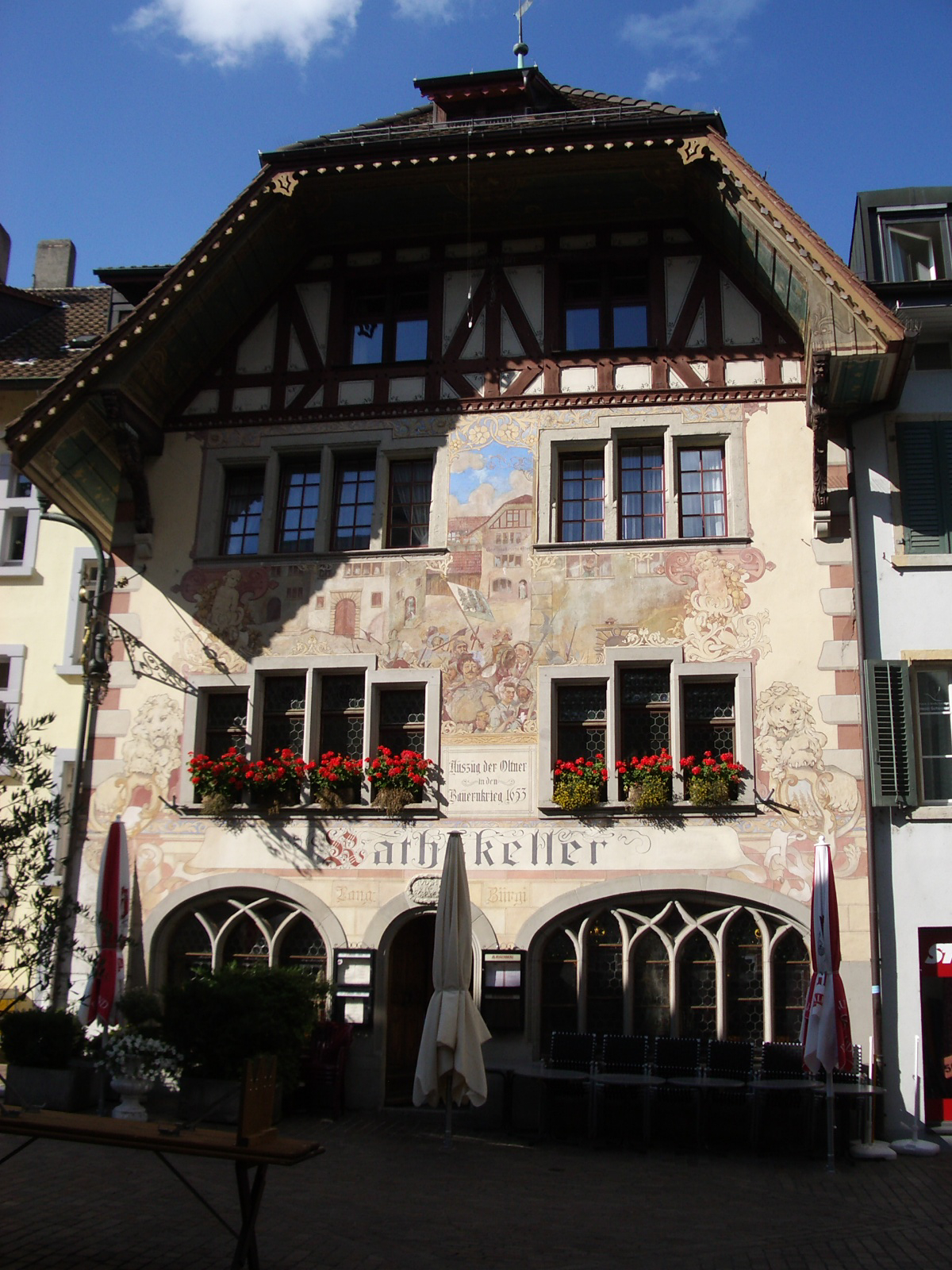
Casă din vechiul oraș
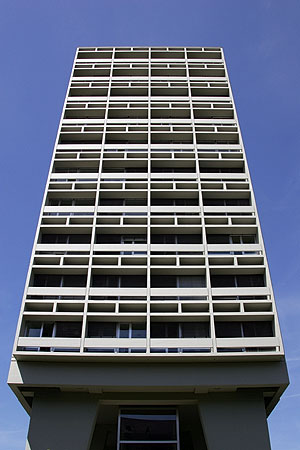
Clădirea primăriei orașului Olten